# Филип II (Насау-Саарбрюкен)
Вижте пояснителната страница за други личности с името Филип II.
Филип II фон Насау-Саарбрюкен (на немски: Philipp II von Nassau-Saarbrücken; * 25 юли 1509, Саарбрюкен; † 19 юни 1554, Страсбург) е от 1545 до 1554 г. граф на Насау-Саарбрюкен.

## Живот
Той е най-възрастният син на граф Йохан Лудвиг фон Насау-Саарбрюкен (1472 – 1545) и втората му съпруга графиня Катарина фон Моерс-Сарверден (1491 – 1547), дъщеря на граф Йохан III (II) фон Мьорс-Сарверден († 1507) и графиня Анна фон Берг'с Херенберг († 1553).
Между 1528 и 1543 г. Филип II служи на курфюрст Лудвиг V фон Пфалц. От 1543 до 1545 г. е съ-регент на баща си.
Филип II се жени на 17 юли 1535 г. за Катарина Аполония фон Лайнинген-Хартенбург († 1585), дъщеря на граф Емих IX († 1535) и графиня Агнес фон Епщайн-Мюнценберг († 1533). Бракът е бездетен.
През 1544 г. баща му разделя собствеността си между синовете си Филип, Йохан IV (1511 – 1574) и Адолф (1526 – 1559), като запазва обаче една четвърт от доходите. Филип получава Графство Саарбрюкен. След смъртта на баща му през 1545 г. Филип резидира в Саарбрюкен.
Погребан е в абатството „Св. Арнуал“. Понеже е бездетен собствеността му получават братята му. Вдовицата му Катарина се омъжва втори път през 1557 г. за граф Йохан Якоб I фон Еберщайн-Фрауенберг-Риксинген-Оберщайн (* 20 януари 1517; † 8 юни 1574).